# 대소생활체육공원
대소생활체육공원(大所生活體育公園, Daeso Sports Park)은 대한민국 충청북도 음성군에 있는 스포츠 시설이다. 인조 잔디 필드가 갖춰진 축구장이 갖춰져 있으며, 2016년 11월에 개장했다.

## 참고 문헌
- 《전국 공공체육 시설 현황 (2017년말 기준)》. 대한민국 문화체육관광부. 2019.